# Premio Johann Peter Hebel
Il premio Johann Peter Hebel è un premio letterario assegnato il 10 maggio durante la Festa di Hebel (Hebelfest) a Hausen nella valle del Wiese dove il poeta dialettale alemanno Johann Peter Hebel trascorse gran parte della sua gioventù. Attualmente il premio, che esiste dal 1936, è un premio ufficiale dello stato federato conferito dal Ministero della Scienza, Ricerca e le Arti di Baden-Württemberg. Viene assegnato a scrittori alemanni di Baden, Alsazia, Svizzera tedesca e Vorarlberg.

## Premiati
| - 2024 Pierre Kretz - 2022 Monika Helfer - 2020 Sibylle Berg - 2018 Christoph Meckel - 2016 Lukas Bärfuss - 2014 Franz Hohler - 2012 Karl-Heinz Ott - 2010 Arnold Stadler - 2008 Arno Geiger - 2006 Martin Stadler - 2004 Maria Beig - 2002 Markus Werner - 2000 Emma Guntz - 1998 Lotte Paepcke - 1996 Kundeyt Surdum - 1994 Peter von Matt - 1992 Adrien Finck - 1990 Manfred Bosch - 1988 Michael Köhlmeier - 1986 Peter Bichsel - 1984 Claude Vigée - 1982 Maria Menz - 1980 Elias Canetti - 1978 Erika Burkart | - 1976 André Weckmann - 1974 Gerhard Jung - 1973 Hermann Joseph Kopf - 1972 Kurt Marti - 1971 Lucien Sittler - 1970 Marie Luise Kaschnitz - 1969 Gertrud Fussenegger - 1968 Hermann Schneider - 1967 Joseph Lefftz - 1966 Eberhard Meckel - 1965 Adalbert Welte - 1964 Albert Bächtold - 1963 Robert Minder - 1962 Richard Nutzinger - 1961 Albin Fringeli - 1960 Martin Heidegger - 1959 Carl Jacob Burckhardt - 1958 Friedrich Alfred Schmid Noerr - 1957 Emanuel Stickelberger | - 1956 Lina Kromer - 1955 Wilhelm Zentner - 1954 Otto Flake - 1953 Reinhold Zumtobel - 1952 Max Picard - 1951 Albert Schweitzer - 1950 Wilhelm Altwegg - 1949 Wilhelm Hausenstein - 1948 Traugott Meyer - 1947 Franz Schneller - 1946 Anton Fendrich - 1943 Jakob Schaffner - 1942 Wilhelm Weigand - 1941 Emil Strauß - 1940 Benno Rüttenauer - 1939 Hermann Eris Busse - 1938 Eduard Reinacher - 1937 Alfred Huggenberger - 1936 Hermann Burte |